# Per Gynt

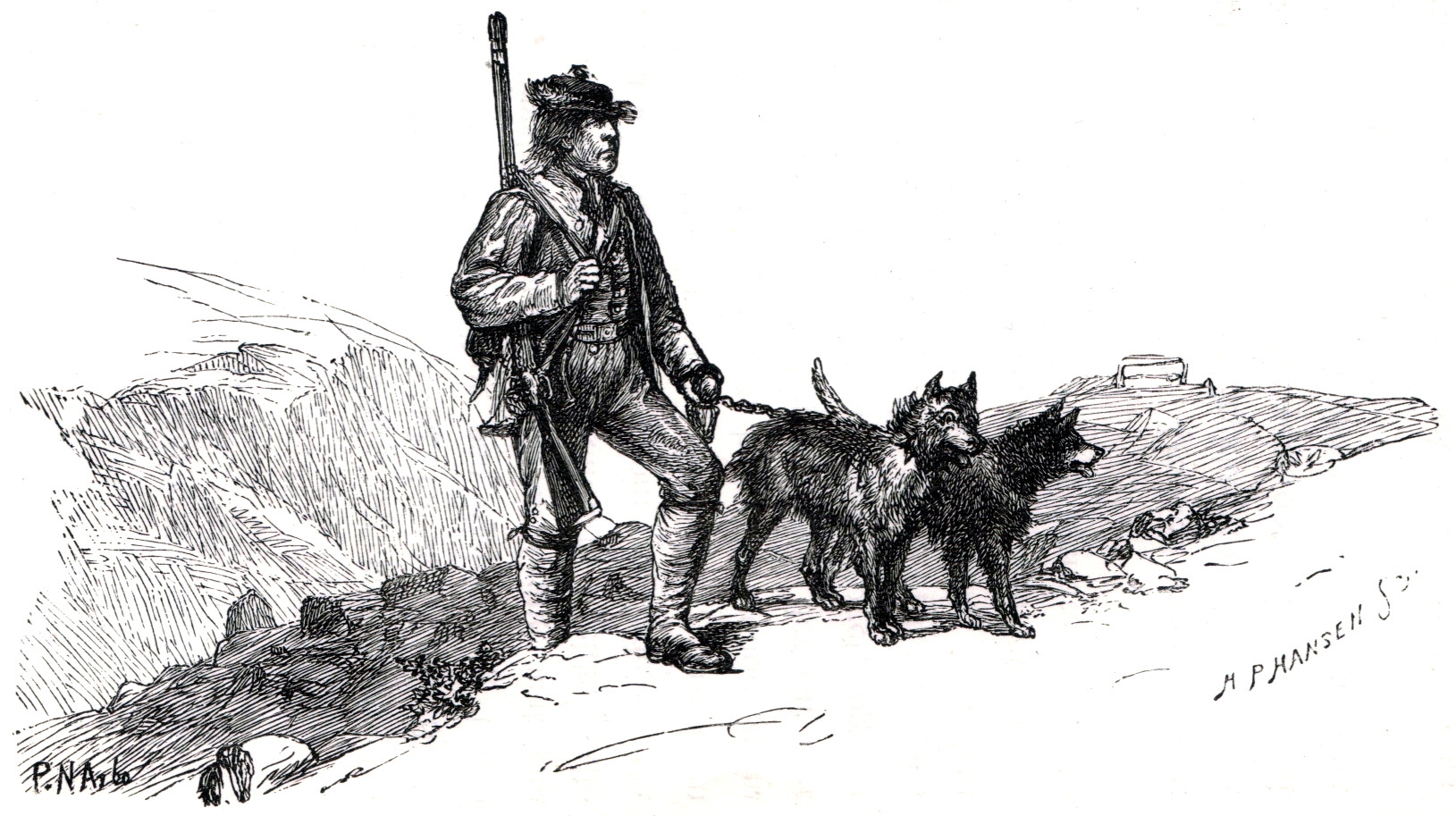
Peter Nicolai Arbos illustratie van Per Gynt in Peter Christen Asbjørnsens Norske Huldre-Eventyr og Folkesagn, eerste druk van 1845.

Per Gynt is een Noorse legendarische volksheld, geïnspireerd op een van de bewoners van Hågå.
Henrik Ibsen publiceerde in 1867 zijn wereldberoemde toneelstuk Per Gynt (Peer Gynt). In de toelichting op dit stuk vermeldde hij dat de figuur Per Gynt werkelijk heeft bestaan. Ook sprookjesschrijvers Jørgen Moe en Peter Christen Asbjørnsen noemden hem als niet gefantaseerde figuur. Bij Vinstra, in het Gudbrandsdal, ligt een complex van 18 woningen, Hågå, ofwel naar zijn stichter genoemd: Gyntshagen. Een van de werkelijke bewoners waarop Per Gynt berust is óf Per Olsen Hågå (1732-1785) óf Per Lauritsen Hågå (?-1665). Vinstra is ervan overtuigd dat eerstgenoemde de werkelijke Per Gynt moet zijn geweest, getuige de gedenksteen bij het kapelletje in de plaats.
Per Gynt was een merkwaardige man, natuurmens, dagdromer en een uitstekend verteller. In zijn verhalen vertelde hij over zijn avonturen door het bergland, de ontmoetingen met trollen en bovennatuurlijke machten.